# Chiritopsis glandulosa
Chiritopsis glandulosa är en tvåhjärtbladig växtart som beskrevs av D. Fang, L. Zeng och D.H. Qin. Chiritopsis glandulosa ingår i släktet Chiritopsis och familjen Gesneriaceae.

## Underarter
Arten delas in i följande underarter:
- C. g. glandulosa
- C. g. yangshuoensis